# Adrián Recinos
Adrián Recinos (Antigua Guatemala, 5 de julho de 1886 - Cidade da Guatemala, 8 de março de 1962) foi um político, historiador, ensaísta, diplomata e tradutor guatemalteco. Foi um grande estudioso de história da Guatemala, principalmente da civilização maia e dos antigos manuscritos maias Quichés e Caqchiqueles. Foi ele quem fez a primeira edição em espanhol do Popol Vuh, com base no manuscrito que encontrou na Biblioteca Newberry, em Chicago. Além disso, traduziu o Memorial Sololá para o espanhol - também conhecido como Anais dos Caqchiqueles. Foi professor, deputado e embaixador da Guatemala nos Estados Unidos, Espanha, França e Itália e candidato à Presidência da República nas eleições de 1944.
Adrián Recinos era filho de Teodoro M. Recinos e Rafaela Ávila de Recinos. Casou com María Palomo e teve cinco filhos: Beatriz, Isabel, María, Adrián, e Laura. Recinos ovteve o bacharelato em Ciências e Letras em 1902, e graduou-se como advogado e notário na Escola Facultativa de Direito da Universidade Nacional da Guatemala em 1907. Entrou no serviço diplomático em 1908 como Secretário de Legado em El Salvador, Secretário adjunto do Estado durante  gobierno del licenciado Manuel Estrada Cabrera (1910-1920), Ministro das Relações Exteriores (1922-1923), Embaixador em Espanha, França e Itália (1923-1925), Presidente da Assembleia Legislativa (1926), e Embaixador nos Estados Unidos (1928-1943).
Recinos foi candidato à Presidência da República nas eleições de 1944.  Infelizmente para Recinos e o resto dos candidatos, a popularidade da Frente de Libertação Popular e do candidato à Renovação Nacional, Juan José Arévalo Bermejo - o grito de guerra de seus apoiantes era simplesmente "Viva, Arévalo!", pronunciado em voz alta em comícios e até em comícios de oponentes.

## Obras de Adrián Recinos
- Recinos, Adrián (1913). Monografía del Departamento de Huehuetenango. Guatemala: Tipografía Sánchez & de Guise
- Recinos, Adrián (1922). La ciudad de Guatemala, crónica histórica desde su fundación hasta los terremotos de 1917-1918. Guatemala: [s.n.]
- Recinos, Adrián (1924). Poesías de José Batres Montúfar (natural de Guatemala). Madrid: Imprenta Helénica
- Recinos, Adrián (1947). Popol Vuh: las antiguas historias del quiché. México: Fondo de Cultura Económica
- Recinos, Adrián (1950). Memorial de Sololá, Anales de los cakchiqueles; / traducción directa del original, introducción y notas de Adrián Recinos. Título de los señores de Totonicapán; traducción del original quiché por Dionisio José Chonay, introducción y notas de Adrián Recinos. México: Fondo de Cultura Económica
- Recinos, Adrián (1952). Pedro de Alvarado: conquistador de México y Guatemala. México: Fondo de Cultura Económica
- Recinos, Adrián (1957). Crónicas indígenas de Guatemala. Guatemala: Universidad de San Carlos
- Recinos, Adrián (1958). Doña Leonor de Alvarado y otros estudios. Guatemala: Editorial Universitaria